# دعای صباح
دعای صباح دعایی است که توسط امام اولِ شیعیان، علی بن ابیطالب سفارش شده‌است که صبحگاهان خوانده شود. کتابتِ این دعا در روز ۱۱ ذی‌الحجه سال ۲۵ هجری قمری از سوی علی بن ابیطالب به تعلیم محمّد بن عبداللّه پیامبر اسلام می‌باشد. دعای صباح را محمدباقر مجلسی در کتابهای بحارالانوار و صلاه آورده‌است. در تألیفی در مورد این دعا، «یحیی بن قاسم علوی» مدعی شده که نسخه‌ای از آن به خط کوفی به وسیله خود علی بن ابیطالب مکتوب گردیده‌است. در مورد این دعا، قدیمی‌ترین سندیت مربوط است به کتاب «اختیار المصباح» (تألیف شده در سال ۶۵۳ قمری) که توسط «سید علی بن الحسین بن حسّان بن الباقی القرشی» نوشته شده‌است.
این دعا به نام دعای صباح امیرالمؤمنین نیز شناخته می‌شود، و بیشتر مطالبی که در دعای صباح وجود دارد، با آموزه‌های «قرآنی و روایی (اسلامی)» انطباق دارد و در ادعیه‌های دیگر نیز به آن اشاره گردیده‌است. «محمدباقر مجلسی» به خواندن این دعا پس از نماز صبح توصیه نموده؛ «سید بن باقی» نیز قرائت آنرا بعد از نافله صبح سفارش می‌کند.